# Charles Atkin
Charles Sydney Atkin (Rocester, 26 februari 1889 - Sheffield, 9 mei 1958) was een Brits hockeyer. 
Met de Britse ploeg won Atkin de olympische gouden medaille in 1920. 

## Resultaten
- 1920  Olympische Zomerspelen in Antwerpen